# Upstream en downstream (DNA)

Upstream en downstream

Upstream en downstream zijn termen in de moleculaire biologie en genetica die gebruikt worden om relatieve posities aan te duiden in DNA. Upstream is richting het 5'-uiteinde (van de coderende streng), en downstream is richting het 3'-uiteinde. Een promotor ligt bijvoorbeeld altijd upstream van de coderende sequentie in een gen. De richting van transcriptie is altijd van upstream naar downstream; het RNA-molecuul wordt dus van 5'- naar 3-'eind gesynthetiseerd. De termen worden ook wel gebruikt voor RNA-moleculen en zelfs voor polypeptiden.